# Ulrich von Dinstedt
Ulrich von Dinstedt, auch Dinsteht, Dhinstet, Dinstehdt, Denstedt, Denstat, Denstaht, Denstadt, Denstadt etc. (* um 1460 in Tiefurt; † um August 1525 in Eisfeld), war ein deutscher Jurist, katholischer und evangelischer Theologe.

## Leben
Als Sohn des Capar von Dinstedt auf Tiefurt stammte er aus einer in Thüringen ansässigen Adelsfamilie. Sein Bruder Michael von Dinstedt war Rat und Marschall des Herzogs Friedrich von Sachsen gewesen. Im Sommersemester 1473 immatrikulierte er sich an der Universität Erfurt, war dort im Herbst 1477 Baccalaureus und wechselte als Pleban von Orlamünde am 4. April 1481 an die Universität Ingolstadt. Hier besuchte er die Vorlesungen des Sixtus Tucher († 1507), betrieb kanonische Studien an der Universität Perugia und an der Universität Rom, wo er sich im Kreis des Kardinals Giovanni Battista Orsini († 22. Februar 1503) bewegte. Nach zehnjähriger Studienzeit ließ er sich in seiner thüringischen Heimat nieder. Da er seit jener Zeit von seinen Pfründen der Pfarrei in Orlamünde (1473), der Pfarrei in Eisfeld (vor 1499), in Hildburghausen und Vikarien in Oberweimar und an der Ottilienkapelle auf dem Muppberg (bei Neustadt an der Haide, heute bei Coburg) leben konnte, verzichtete er 1482 auf sein väterliches Erbteil.
Im Sommer 1507 ging er als Kantor des Allerheiligenstifts nach Wittenberg, da die Pfarrei Eisfeld dorthin inkorporiert wurde. Dort hatte er sich auch an der Universität Wittenberg immatrikuliert, war seit 1507 am Vorlesungsbetrieb der juristischen Fakultät beteiligt, wurde dort am 15. Juni 1508 Lizentiat der Rechte und promovierte am 16. November 1508 zum Doktor des Kirchenrechts. Am  9. Dezember 1508 fand er  im Senat der juristischen Fakultät Aufnahme. Ab 1510 ließ er sich als Lehrer vertreten und lebte in Eisfeld. Nachdem sich die Ergebnisse der Wittenberger Bewegung auch auf seinen Pfarrbereich ausgewirkt hatten, trat er zum evangelischen Lager über.
Er hatte von Katharina NN., mit der er verheiratet war, einen Sohn Adolf. Mit einer gewissen Elisabeth muss er ebenfalls liiert gewesen sein. Denn in seinem Testament bedenkt er seine mit ihr gezeugten Kinder Sigmund und Barbara. Dadurch, dass er verheiratet war, dürfte er als Vertreter der evangelischen Lehre in Eisfeld anzusehen sein. Somit wird er maßgeblich an der Einführung der Reformation mitgewirkt haben, bevor Nikolaus Kindt der Ältere (1490–1549) dort Superintendent wurde.